# Ramaz Jarshiladze
Ramaz Jarshiladze –en georgiano, რამაზ ხარშილაძე– (Natsargora, URSS, 16 de enero de 1951) es un deportista soviético que compitió en judo.
Participó en los Juegos Olímpicos de Montreal 1976, obteniendo una medalla de plata en la categoría de –93 kg. Ganó una medalla de bronce en el Campeonato Mundial de Judo de 1975, y una medalla de bronce en el Campeonato Europeo de Judo de 1980.

## Palmarés internacional
| Juegos Olímpicos   | Juegos Olímpicos  | Juegos Olímpicos  | Juegos Olímpicos |
| Año                | Lugar             | Medalla           | Categoría        |
| ------------------ | ----------------- | ----------------- | ---------------- |
| 1976               | Montreal (Canadá) | Medalla de plata  | –93 kg           |
| Campeonato Mundial |                   |                   |                  |
| Año                | Lugar             | Medalla           | Categoría        |
| 1975               | Viena (Austria)   | Medalla de bronce | –93 kg           |
| Campeonato Europeo |                   |                   |                  |
| Año                | Lugar             | Medalla           | Categoría        |
| 1980               | Viena (Austria)   | Medalla de bronce | –95 kg           |